# Theodor Meynert
Theodor Hermann Meynert (Dresde; 15 de junio de 1833 - Klösterburg, cerca de Viena; 31 de mayo de 1892) fue un médico, psiquiatra, neuroanatomista y neurólogo alemán.

## Biografía
Aunque nacido en Alemania, Theodor Meynert acompañó a su familia a Viena, donde su padre, el periodista Hermann Günther Meynert fue crítico de teatro bajo el pseudónimo de Janus. Allí realizó Theodor sus estudios de medicina y se volvió rápidamente hacia la neurología y la psiquiatría. Titular de una cátedra de psiquiatría desde 1870, sus trabajos sobre neuroanatomía del cerebro contribuyeron largamente al prestigio científico de la Universidad de Viena en aquellos años. Meynert defendía una visión del cerebro organizado en diferentes áreas funcionales conectadas unas con otras por haces de sustancia blanca. Desde 1867, publicó también una clasificación de las enfermedades mentales fundada sobre sus corolarios anatomo-patológicos que dividió a sus colegas. 
Considerado sin embargo como uno de los más grandes neuroanatomistas y psiquiatras de Europa, fue profesor de Paul Flechsig, Carl Wernicke, o Auguste Forel. Aunque algunos de ellos se le opusieron violentamente en el plano científico, Sigmund Freud reconoció el profundo influjo que ejerció sobre la evolución de las neurociencias y la concepción de los enlaces entre el cerebro y el pensamiento. 
Theodor Meynert intentó mejorar las condiciones del hospital psiquiátrico para hacerlas más humanas.
- Datos: Q62972
- Multimedia: Theodor Meynert / Q62972